# سرپرستی (الهیات)
سرپرستی (انگلیسی: Stewardship) یک اعتقاد الهیاتی است که انسان مسئول جهان، انسانیت و مواهب و منابعی است که به ما سپرده شده‌است. معتقدان به سرپرستی معمولاً افرادی هستند که به خدای واحدی اعتقاد دارند که جهان و هر آنچه در آن است را آفریده‌است و همچنین معتقدند که باید مراقب خلقت و مراقبت از آن باشند. خلقت شامل جانوران و محیط می‌شود. بسیاری از ادیان و مذاهب درجات مختلفی از حمایت از نیکداری زیست‌محیطی دارند.